# Labirint (mitologija)
Labirint (starogrško λαβύρινθος, latinizirano: Labúrinthos) je bil v  grški mitologiji dodelana, zapletena zgradba, ki jo je zasnoval in zgradil legendarni umetnik Dedal za kralja Minosa s Krete v Knososu. Njegova naloga je bila držati Minotavra, pošast, ki jo je na koncu ubil junak Tezej. Dedal je tako zvito izdelal labirint, da mu je komaj pobegnil, ko ga je zgradil.
Čeprav so na zgodnjih kretskih kovancih občasno vidni razvejani (multikurzalni) vzorci, se je »klasična« zasnova z eno potjo (enokurzalno) v sedmih vrstah brez razvejanja ali slepih koncev povezala z labirintom na kovancih že leta 430 pr. n. št., in podobni nerazvejani vzorci so se pogosto uporabljali kot vizualne predstavitve Labirinta – čeprav tako logični kot literarni opisi jasno kažejo, da je bil Minotaver ujet v zapletenem razvejanem labirintu. Čeprav so dizajni postali bolj izpopolnjeni, so vizualne upodobitve mitološkega labirinta od rimske dobe do renesanse skoraj vedno enoznačne. Razvejane labirinte so ponovno uvedli šele, ko so med renesanso postali priljubljeni labirinti iz žive meje.
Zaradi dolge zgodovine unikurzalne predstavitve mitološkega labirinta pa mnogi sodobni učenjaki in navdušenci opažajo razliko med obema. V tej specializirani rabi se labirint nanaša na kompleksno razvejano večpredmetno sestavljanko z izbiro poti in smeri, medtem ko ima enoprostorski labirint samo eno pot do središča. Labirint v tem smislu ima nedvoumno pot do središča in nazaj in ne predstavlja nobenega navigacijskega izziva.
Unikurzalni labirinti so se pojavljali kot motivi na lončenini ali košarah, kot poslikava telesa in v jedkanicah na stenah jam ali cerkva. Rimljani so ustvarili številne predvsem dekorativne unikurzalne modele na stenah in tleh v ploščicah ali mozaiku. Številni labirinti, postavljeni v tleh ali na tleh, so dovolj veliki, da jih je mogoče prehoditi. Unikurzalni vzorci so se v zgodovini uporabljali tako v skupinskih ritualih kot za zasebno meditacijo in jih vse pogosteje najdemo za terapevtsko uporabo v bolnišnicah in hospicih.

## Etimologija
Labirint je beseda predgrškega izvora, katere izvor in pomen sta negotova. Maximillian Mayer je že leta 1892 predlagal, da bi lahko labyrinthos izhajal iz labrys, lidijske besede za 'sekira z dvojnim rezilom'. Arthur Evans, ki je v začetku 20. stoletja izkopaval minojsko palačo v Knososu na Kreti, je domneval, da so tamkajšnje ruševine navdihnile zgodbo o labirintu, in ker se v ruševinah palače pojavlja motiv dvojne sekire, je trdil, da bi labirint lahko razumeli kot pomeni 'hiša dvojne sekire'. Isti simbol pa je bil odkrit v drugih palačah na Kreti. Nilsson je opazil, da na Kreti dvojna sekira ni orožje in vedno spremlja boginje ali ženske in ne moškega boga.
Povezava z labrys je izgubila nekaj moči, ko so v 1950-ih dešifrirali linear B in se je navidezna mikenska grška prevedba labirinta pojavila kot da-pu₂-ri-to (𐀅𐀢𐀪𐀵). To je lahko povezano z minojsko besedo du-pu₂-re, ki se pojavlja v linear A na libacijskih tablicah in v povezavi z gorama Dikte in goro Ida, ki sta obe povezani z votlinami. Jame v bližini Gortyne, kretske prestolnice v 1. stoletju našega štetja, so imenovali labyrinthos.
Plinijevo Naravoslovje navaja štiri primere starodavnih labirintov: kretski labirint, egipčanski labirint, lemnski labirint in italijanski labirint. Vse to so zapletene podzemne strukture in zdi se, da je bilo to standardno klasično razumevanje besede.
Beekes tudi meni, da je razmerje z labrys špekulativno in namesto tega predlaga razmerje z grško λαύρα ('ozka ulica').

## Antični labirinti

### Kretski labirint
Ko je arheolog Arthur Evans izkopaval najdišče bronaste dobe v Knososu, ga je kompleksnost arhitekture spodbudila k domnevi, da je bila palača Dedalov labirint. Evans je našel različne motive bikov, vključno s podobo človeka, ki skače čez bikove roge, pa tudi upodobitve labrisa, vklesanega v stene. Na podlagi odlomka v Iliadi je bilo domnevano, da je bila palača mesto plesišča, ki ga je za Ariadno naredil obrtnik Dedal, kjer so mladeniči in ženske iz starosti tistih, ki so bili poslani na Kreto kot plen za Minotavra, plesali skupaj. Poleg tega je v priljubljeni legendi palača povezana z mitom o Minotavru.
V 2000-ih so arheologi raziskovali druga potencialna mesta labirinta. Geograf z oxfordske univerze Nicholas Howarth meni, da je treba »Evansovo hipotezo, da je palača v Knososu tudi labirint, obravnavati skeptično.« Howarth in njegova ekipa sta izvedla preiskavo podzemnega kompleksa, znanega kot jama Skotino, vendar so ugotovili, da je nastala naravno. Drugi tekmec je vrsta predorov v Gortynu, do katerih vodi ozka razpoka, vendar se širijo v medsebojno povezane kaverne. Za razliko od Skotinske jame imajo te kaverne gladke stene in stebre in zdi se, da jih je vsaj delno ustvaril človek. To mesto ustreza simbolu labirinta na zemljevidu Krete iz 16. stoletja v knjigi zemljevidov v knjižnici Christ Church v Oxfordu. Zemljevid samih jam so izdelali Francozi leta 1821. Mesto so med drugo svetovno vojno uporabljali tudi nemški vojaki za skladiščenje streliva. Howarthova preiskava je bila prikazana v dokumentarcu, ki so ga pripravili za National Geographic Channel.

### Egipčanski labirint
V 2. knjigi svojih Zgodovin Herodot uporablja izraz 'labirint' za gradbeni kompleks v Egiptu »blizu kraja, imenovanega Mesto krokodilov«, za katerega je menil, da presega piramide. Struktura, ki je morda bila zbirka pogrebnih templjev, kakršne običajno najdemo v bližini egiptovskih piramid, je bila uničena v antiki in jo je mogoče le delno rekonstruirati. V 19. stoletju je Flinders Petrie ob vznožju piramide faraona iz dvanajste dinastije Amenemhata III. (vladal okoli 1860 pr. n. št. do ok. 1814 pr. n. št.) v Havari v oazi Fajum odkril ostanke te starodavne egipčanske strukture.

### Plinijev lemnski labirint
Naravna zgodovina Plinija starejšega (36.90) navaja legendarnega Smilisa, ki je veljal za Dedalovega sodobnika, skupaj z zgodovinskimi arhitekti in kiparji iz sredine 6. stoletja pr. n. št. Rhoikosom in Theodorosom kot dva od ustvarjalcev Lemnijskega labirinta, ki ga je Andrew Stewart obravnava kot »očitno napačno razumevanje lokacije samskega templja en limnais ['v močvirju']«.

### Plinijev italijanski labirint
Po Pliniju je grobnica Larsa Porsene vsebovala podzemni labirint. Plinijev opis izpostavljenega dela grobnice je nerešljiv; zdi se jasno, da Plinij te strukture ni opazil sam, ampak citira zgodovinarja in rimskega antikvara Varona.

### Starodavni labirinti zunaj Evrope
Zasnova, ki je v bistvu enaka 'klasičnemu' vzorcu s 7 hodi, se je pojavila v indijanski kulturi, labirintu ljudi Tohono O'odham, ki prikazuje I'itoi, 'Človek v labirintu'. Vzorec Tonoho O'odham ima dve različni razliki od klasičnega: ima radialno obliko in vhod je na vrhu, kjer imajo tradicionalni labirinti vhod na dnu. Najzgodnejših pojavov ni mogoče zanesljivo datirati; najstarejši je običajno datiran v 17. stoletje.
Podane so bile neutemeljene trditve o zgodnjem pojavu figur iz labirintov v Indiji, such as a prehistoric petroglyph on a riverbank in Goa purportedly dating to circa 2500 BC. kot je prazgodovinski petroglif na bregu reke v Goi, domnevno iz leta 2500 pr. n. št.. Drugi primeri so bili najdeni med jamami umetnosti v severni Indiji in na dolmenskem svetišču v gorovju Nilgiri, vendar jih je težko natančno datirati. Primeri, ki jih je mogoče varno datirati, se začnejo pojavljati šele okoli leta 250 pr. n. št.. Zgodnji labirinti v Indiji običajno sledijo klasičnemu vzorcu ali njegovi lokalni različici; nekateri so bili opisani kot načrti utrdb ali mest.
Labirinti se pojavljajo v indijskih rokopisih in tantričnih besedilih od 17. stoletja naprej. Pogosto jih imenujejo Čakravjuha glede na nepremagljivo bojno formacijo, opisano v starodavnem epu Mahabharata. Lanka, glavno mesto mitske Rāvane, je opisana kot labirint v prevodu Al-Berunijeve Indije iz leta 1910 (ok. 1030 n. št.) str. 306 (z diagramom na naslednji strani).
Ob Belem morju, zlasti na Solovetskih otokih, je ohranjenih več kot 30 kamnitih labirintov. Najznamenitejši spomenik so kamniti labirinti otoka Bolšoj Zajatski – skupina približno 13 kamnitih labirintov na 0,4 km² velikem območju enega majhnega otoka. Lokalni arheologi domnevajo, da so ti labirinti morda stari 2000–3000 let, čeprav večina raziskovalcev dvomi.

## Labirint kot vzorec
7-stopenjski "klasični" ali "kretski" vzorec, znan iz kretskih kovancev (približno 400–200 pr. n. št.), se pojavlja v več primerih iz antike, nekateri morda že v pozni kameni dobi ali zgodnji bronasti dobi. Rimski talni mozaiki običajno združujejo štiri kopije klasičnega labirinta (ali podobnega vzorca), ki so med seboj povezani okoli središča, kvadratno razporejeni, kot zahteva medij, a še vedno prepoznavni. Podoba Minotavra ali aluzija na legendo o Minotavru se pojavi v središču mnogih teh mozaičnih labirintov.
Štiriosni srednjeveški vzorci so se morda razvili iz rimskega modela, vendar so bolj raznoliki glede na to, kako so štirje kvadranti zasnove izrisani. Minotaver ali druga nevarnost je ohranjena v središču več srednjeveških primerov. Chartresski vzorec (imenovan po videzu v stolnici v Chartresu) je najpogostejši srednjeveški dizajn; v rokopisih se pojavlja že v 9. stoletju.

## Srednjeveški labirinti in travnati labirinti
Ko je zgodnji humanist Benzo d'Alessandria obiskal Verono pred letom 1310, je opazil »Laberintum, ki se zdaj imenuje Arena«; morda je videl kubikule pod manjkajočim podom arene. Polni razcvet srednjeveškega labirinta je prišel od 12. do 14. stoletja z velikimi tlakovanimi labirinti gotskih stolnic, predvsem Chartres, Reims in Amiens v severni Franciji. Simbolika ali namen za njimi ni jasen in se lahko razlikuje od ene namestitve do druge. Ohranjeni so opisi francoskih klerikov, ki so na velikonočno nedeljo izvajali obredni velikonočni ples vzdolž poti. Nekateri labirinti so morda nastali kot aluzije na Sveto mesto; in nekateri sodobni pisci so teoretizirali, da so molitve in pobožnosti morda spremljale premeščanje njihovih zapletenih poti. Čeprav nekatere knjige (zlasti vodniki) nakazujejo, da so labirinti na tleh stolnice služili kot nadomestek za romarske poti, najzgodnejša potrjena uporaba izraza chemin de Jerusalem (pot v Jeruzalem) sega v pozno 18. stoletje, ko so ga uporabljali za opisujejo labirinte v Reimsu in Saint-Omerju. Spremljevalni ritual, ki je na romantičnih ilustracijah prikazan kot vključevanje romarjev, ki na kolenih sledijo labirintu med molitvijo, so morda izvajali v Chartresu v 17. stoletju. Labirinti stolnice naj bi bili navdih za številne travnate labirinte v Združenem kraljestvu, kot so v Wingu, Hiltonu, Alkboroughu in Saffron Waldenu.
V istem splošnem obdobju je bilo v Skandinaviji zgrajenih približno 500 ali več necerkvenih labirintov. Ti labirinti, običajno v obalnih območjih, so označeni s kamni, najpogosteje v preprostih 7- ali 11-stopenjskih klasičnih oblikah. Pogosto imajo imena, ki se prevajajo kot 'mesto Troje'. Domnevajo, da so jih zgradile ribiške skupnosti: ujetje zlonamernih trolov ali vetrov v tuljave labirinta bi lahko zagotovilo varno ribolovno odpravo. Na otočju Scilly so tudi kamniti labirinti, čeprav ni znano, da bi nobeden izviral iz obdobja pred 19. stoletjem.
Obstajajo primeri labirintov v številnih različnih kulturah. Simbol se je nekoč pojavljal v različnih oblikah in medijih (petroglifi, klasična oblika, srednjeveška oblika, tlak, trava in pletenje) po večini delov sveta, od domorodne Severne in Južne Amerike do Avstralije, Jave, Indije in Nepala.

## Sodobni labirinti
Z začetkom v poznem 20. stoletju je prišlo do ponovnega vzpona zanimanja za labirinte in oživitve gradnje labirintov, tako enokurzalnih kot večkurzalnih vzorcev. Približno 6000 labirintov je bilo registriranih v Worldwide Labyrinth Locator; ti so po vsem svetu v zasebnih lastninah, knjižnicah, šolah, vrtovih in rekreacijskih območjih, pa tudi v znanih templjih in stolnicah.
Labirint obravnava tudi sodobna likovna umetnost. Primeri so Pomol in ocean (1915) Pieta Mondriana, Labirint Joana Mirója (1923), Minotavromahijs Pabla Picassa (1935), Relativnost M. C. Escherja (1953), Labirint Friedensreicha Hundertwasserja (1957), Logološki kabinet Jeana Dubuffeta (1970), skulptura Connemaro Richarda Longa (1971), Zemeljski labirint Joeja Tilsona (1975), Chain Link Maze Richarda Fleischnerja (1978), Atlantis Anamorphosis Istvána Orosza (2000), Labirint Dmitrija Rakova (2003) in risbe sodobnega ameriškega umetnika Moa Moralesa, ki uporabljajo to, kar umetnik imenuje Labirintna projekcija. Italijanski slikar Davide Tonato je številna svoja umetniška dela posvetil temi labirinta. V sodobnih slikah je Dedalov labirint pogosto predstavljen z večpredmetnim labirintom, v katerem se lahko človek izgubi.
Mark Wallinger je za obeležitev 150. obletnice podzemne železnice izdelal komplet 270 emajliranih plošč z enobarvnimi oblikami labirintov, eno za vsako postajo podzemne železnice v Londonu. Plošče so bile nameščene v 16-mesečnem obdobju v letih 2013 in 2014 in vsaka je oštevilčena glede na svoj položaj na poti, ki so jo opravili tekmovalci v Guinnessovem svetovnem rekordu leta 2009.

## Kulturni pomeni
Prazgodovinski labirinti so morda služili kot pasti za zlonamerne duhove ali kot poti za obredne plese. Številni rimski in krščanski labirinti se pojavljajo na vhodih stavb, kar nakazuje, da so morda služili podobnemu apotropejskemu namenu. Carl Schuster in Edmund Carpenter v svoji medkulturni študiji znakov in simbolov Patterns that Connect predstavljata različne oblike labirinta in predlagata različne možne pomene, vključno ne le s sveto potjo do doma svetega prednika, ampak morda tudi predstavitev samega prednika: »...mnogi Indijanci [novega sveta], ki izdelujejo labirint, ga imajo za sveti simbol, koristnega prednika, božanstvo. S tem morda ohranjajo njegov prvotni pomen: končni prednika, ki ga tukaj evocirata dve neprekinjeni črti, ki povezujeta njegovih dvanajst primarnih sklepov«. Schuster opaža tudi skupno temo labirinta, ki je zatočišče za prevaranta; v Indiji ima demon Ravana oblast nad labirinti, prevarant Djonaha živi v labirintu po sumatranskih batakih, Evropejci pa pravijo, da je dom prevaranta.
Lahko si predstavljamo labirinte kot simbol romanja: ljudje, ki hodijo po poti, se vzpenjajo proti odrešenju ali razsvetljenju. Mistični nauki v tradicijah skozi stoletja kažejo, da jih je mogoče razumeti tudi kot kodirane zemljevide duhovne poti.
V cerkvah, bolnišnicah in parkih je bilo v zadnjem času zgrajenih veliko labirintov. Ti se pogosto uporabljajo za kontemplacijo; pri hoji med ovinki izgubimo občutek za smer in zunanji svet ter tako umirimo um.

### Krščanska uporaba
V krščanski tradiciji so bili labirinti ob različnih priložnostih uporabljeni kot del bogoslužja. Najzgodnejši znani primer je s tlaka iz 4. stoletja v baziliki svetega Reparatusa v Orleansvillu v Alžiriji, z besedami Sancta Eclesia v sredini, čeprav ni jasno, kako so ga morda uporabljali pri bogoslužju.
V srednjem veku so se labirinti začeli pojavljati na cerkvenih stenah in tleh okoli leta 1000 našega štetja. Najbolj znan srednjeveški labirint, ki je imel velik vpliv na poznejšo prakso, je nastal v stolnici v Chartresu.
Uporaba labirintov je bila nedavno oživljena v nekaterih kontekstih krščanskega bogoslužja. Številne cerkve v Evropi in Severni Ameriki so zgradile stalne, običajno enoprostorne, labirinte ali uporabljajo začasne (npr. naslikane na platnu ali obrisane s svečami). Na primer, marca 2000 je bil na tleh stolnice svetega Pavla za en teden postavljen labirint. Nekateri konservativni kristjani ne odobravajo labirintov, saj jih imajo za pogansko prakso ali »novodobno« modo.

## Uporaba v medijih
Labirinte je sprejela industrija videoiger in nešteto jih vključuje takšno funkcijo. Na primer, video igra Marathon iz leta 1994 vsebuje veliko labirintom podobnih prehodov, po katerih se mora igralec premikati.
Številne filmske, igralne in glasbene stvaritve vsebujejo labirinte. Avantgardni večzaslonski film V labirintu na primer predstavlja iskanje smisla v simboličnem sodobnem labirintu. Dobro sprejeti film iz leta 2006 Pan's Labyrinth se zaradi simbolike močno opira na legendo o labirintu. Čarobni labirint se pojavi v tretji epizodi, And The Horns of a Dilemma, Knjižničarji.
Argentinski pisatelj Jorge Luis Borges je bil navdušen nad idejo o labirintu in jo je veliko uporabljal v svojih kratkih zgodbah (kot je Asterionova hiša v Alephu). Njegova uporaba je navdihnila druge avtorje (npr. Ime vrtnice Umberta Eca, Hiša listov Marka Z. Danielewskega). Poleg tega fantazijska serija Rogerja Zelaznyja The Chronicles of Amber prikazuje labirint, imenovan 'vzorec', ki tistim, ki hodijo po njem, daje moč premikanja med vzporednimi svetovi. V seriji Ricka Riordana Percy Jackson in olimpijci se dogodki četrtega romana Bitka pri labirintu večinoma odvijajo v labirintu Dedala, ki je sledil srcu Zahoda in se naselil pod ZDA. Ursula K. Le Guin je uporabila podzemni labirint v drugi knjigi svoje serije Earthsea, The Tombs of Atuan, v kateri junaka serije Geda ujame protagonist knjige Tenar na njegovem potovanju v Kargiško cesarstvo – duhovna moč Brezimni je vsaj deloma v labirintu. Avstralska avtorica Sara Douglass je vključila nekaj labirintskih idej v svojo serijo The Troy Game, v kateri je labirint na Kreti eden izmed mnogih v starodavnem svetu, ustvarjen z mesti kot virom magične moči. Temni labirint Lawrenca Durrella prikazuje popotnike, ujete pod zemljo na Kreti. Ker lahko labirint služi kot metafora za situacije, iz katerih se je težko rešiti, je Octavio Paz svojo knjigo o mehiški identiteti naslovil Labirint samote in opisal mehiško stanje kot osirotele in izgubljene.